# علم العلامات التداولي
علم العلامات التداولي أو السيمياء التداولية (sémiotique pragmatique) هو تصور شمولي ودينامي للعلامة إذ تعتبرها كيانا ثلاثيا تتفاعل داخله العناصر التركيبية والدلالية والتداولية في إطار سيرورة دائمة تسمى صيرورة العلامات (“السيميوزيس”). يرتبط اتجاه بالتقليد العلمي والفلسفي الذي أرساه شارل ساندرز بيرس وبلوره شارل موريس فيما بعد؛ كما يتعالق هذا الاتجاه أيضا مع تصورات المناطقة وفلاسفة اللغة، روسل وكارناب وفريج وفيتغينشتاين وغيرهم.(1)

## سيمياء شارل سندرس بيرس
تتخذ السيمياء عند بيرس طابعا شموليا، إذ لا نجد شيئا يخرج عن موضوعها مهما كان هذا الشيء. يقول بيرس: “لم يكن بمقدوري أبدا دراسة أي شيء كيفما كان (رياضيات، أخلاق، ميتافيزيقا، اقتصاد، تاريخ، علوم…)، إلا دراسة سيميائية“(2). وبذلك فالسيمياء البيرسية تقدم نفسها باعتبارها منطقا عاما يستوعب كل الظواهر ويسعى إلى صياغة قواعد مجردة وقيم شاملة للتمييز بين الصحيح والخاطئ. “إن المنطق بمعناه العام- يقول بيرس- هو علم الفكر الذي تجسده العلامات، إنه السيمياء العامة“ (3).
وتستند هذه السيمياء البيرسية إلى سياق فلسفي تفسيري مستوحى من كانط وهيغل يسمى “نظرية المقولات” (théorie des cathégories)(4)، وهي عبارة عن ظاهراتية خاصة، ذات مفاهيم ومصطلحات مخصوصة ومبتكرة، “تدرس العناصر البارزة (phanérons) على مستوى الفكر لكي تميز طبقاتها وتصنفها ضمن مقولات عامة“(5).
وفي إطار هذه الظاهراتية، مايز بيرس بين ثلاث مقولات أساس تعبر عن ثلاثة أنماط من كينونة العناصر البارزة، وهي على التوالي: “الأولانية” (firstness)، و”الثانيانية” (secondness)، و”الثالثانية” (Thirdness)(6). 
فالأولانية هي “كينونة الإمكان الكيفي الموجَب” (qualitative positive l’Etre de la possibilité)، أي كينونة شيء أولي وسابق لأي تركيب أو توليف. وهو شيء غير موجود لكنه يحمل في ذاته قدرات وإمكانيات تجعله يوجد أولا يوجد، يتحين أولا يتحين(7). إنه الشيء الذي يملك كينونته في ذاته، بحيث لا يوجد في الوعي ولا يخضع لأي قانون(8). إن الأولانية إذن هي عالم الممكنات (les possibles) والكيفيات (qualités) المجرَّدة(9).
ولتيسير فهم “الأولانية“، نعطي مثالا بـ “الخسوف” (eclipse)، قبل أن يقع أول مرة، وقبل أن يعرفه أحد أو يراه أو يتوقعه؛ فقد كان عبارة عن إمكان كيفي لا نعرف عنه شيئا إلا بعد أن يحدث.
أما الثانيانية، فهي مقولة الوجود، أي وجود الأولانية وتَحَقـُّقها في الزمان وفي المكان؛ ولذلك فهي عالم الموضوعات والوقائع والموجودات (وقوع الخسوف مثلا)(10). 
وأما الثالثانية، فهي مقولة الوعي الذي يتدخل ليربط بين الشيء كإمكان كيفي مجرد وبين تحققه الفعلي في عالم الموجودات والموضوعات(11). إنها الفكر أو القانون الذي يربط بين الأولانية والثانيانية وفق منطق ضروري متجه نحو الوقائع المستقبلية(12). (رؤية الخسوف ينتج عنها إدراك العلاقة بين كُمونه وتجلـِّيه، مما يُمَكـٍّن من التنبؤ به).
وقد اعتمد بيرس هذا التصنيف المقولاتي في تصور العلامة السيميائية، فاعتبرها كيانا ثلاثي الأبعاد: فهي عبارة عن “شيء ما يُعَوِّض- بالنسبة لشخص معين- شيئا آخر وفق علاقة أو صفة ما“(13). وبعبارة أخرى، العلامة هي “كل شيء يحدد شيئا ثانيا للإحالة إلى شيء ثالث يحيل عليه الشيء الأول ذاته وبنفس الطريقة“(14): فالشيء الأول هو “المُمَثِّلة” (representamen)، والشيء الثاني هو “الموضوعة” (objet)، والشيء الثالث هو “المؤوِّلَة” (interprétant)(15).
فالعلامة عبارة عن “ممثلة” مرتبطة بـ “موضوعتها” من جهة، وبـ “مؤوِّلتها” من جهة أخرى، وذلك بطريقة تجعل علاقة هذه الموضوعة بتلك المؤولة مشابهة لعلاقة الممثلة مع الموضوعة(16). أي أن الممثلة تحدد الموضوعة وتنشئ معها علاقة معينة، غير أنها أيضا وفي نفس الوقت تحدد المؤولة وتضع بينها وبين الموضوعة علاقة مطابقة (تقريبا) للعلاقة التي بينها هي وبين هذه الموضوعة نفسها.
وقد يبدو الأمر هنا أشبه بالدوامة، إذ ما جدوى أن تكون هناك علاقة ثانية قائمة بين المؤولة والموضوعة وهي تشبه العلاقة الأولى القائمة بين الممثلة والموضوعة؟ غير أن الأمر ليس كذلك لأن طبيعة المؤولة غير طبيعة الممثلة، تماما كما أن الأولانية غير الثالثانية.
فالممثلة هي حامل العلامة (véhicule du signe) وركيزتـُها (fondement) في نفس الوقت: هي الحامل لأنها تقدم نفسها في الغالب داخل خليط من “الممثلات” الأخرى التي تنتمي إلى علامات أخرى في سياقات مختلفة، فنركز عليها ونعتبرها حاملا للعلامة التي نريد دراستها؛ وهي “الركيزة ” لأننا نعتبرها دالة على موضوعة نصل إليها بموجب اعتمادها كممثلة(17).
أما الموضوعة فهي كل ما تحيل عليه الممثلة، سواء أكان قابلا للإدراك أم قابلا للتخيل أم غير قابل حتى للتخييل (الإحساسات المبهمة مثلا)(18). فالموضوعة إذن هي ما تمثله الممثلة وما تعنيه المؤولة((19)).
وأما المؤولة فهي تتوسط بين الممثلة والموضوعة، وتجعل الأولى تحيل على الثانية((20)). فالعلاقة بينهما (أي بين الممثلة والموضوعة) مُمْكِنة إذا نظرنا إليها من زاوية الممثلة، وموجودة إذا نظرنا إليها من زاوية الموضوعة، ومدرَكة إذا نظرنا إليها من زاوية المؤولة(21).
ولا ينبغي هنا أن نخلط بين “المؤولة” (interprètant) و”المؤوِّل“، أي الشخص الشارح (interprète): فالمؤولة ليست هي من يؤوِّل، وإنما هي علاقة تضيئُها الممثلة في ذهن الشخص الشارح، أي في ذهن المُؤَوِّل(22).
ولم يقف بيرس عند حدود رسم هذه المكونات الثلاثة للعلامة، بل ميز في كل منها مستويات وأبعادا: فقد رأينا كيف أن الممثلة تتضمن مستويين هما “حامل العلامة” و”العماد“. أما الموضوعة فهي بدورها تنقسم إلى موضوعتين: موضوعة مباشرة (immédiat)، وهي ما تحيل إليه العلامة في ذاتها؛ وموضوعة غير مباشرة (médiat) أو دينامية (dynamique)، وهي الموضوعة الواقعية التي لا تشير إليها العلامة إلا بالتلميح وتترك للمؤول (أي الشخص الشارح) مهمة تحديدها(23). أما المؤولة فهي بدورها تنقسم إلى ثلاثة أنواع: مؤولة مباشرة تربط فقط بين الممثلة والموضوعة المباشرة، ومؤولة غير مباشرة تأخذ بعين الاعتبار الموضوعة غير المباشرة (الدينامية)، ثم مؤولة نهائية (final) تتميز بالقدرة الكاملة على التنقل بين ما هو مباشر وما هو غير مباشر(24).
وإذا عدنا إلى العلاقة الثالوثية (triadique) الأصلية- بغض النظر عن تنوع الموضوعات والمؤولات- نجد كل عنصر من عناصر العلامة (الممثلة- الموضوعة- المؤولة) يعتبر في حد ذاته علامة، وذلك بحسب المنظور الذي يستعمله المؤول أو مستعمل العلامة: فالموضوعة قد تعتبر من منظور آخر “ممثلة” فتكون “موضوعتها” هي العلاقة بين الطرفين الآخرين، وتكون “مؤولتها” هي الرابط بينها وبين هذه العلاقة(25). 
فإذا انطلقنا مثلا من العلامة باعتبارها علاقة ثالوثية مجردة بين العناصر (ك) و(د) و(ع)، سيكون في إمكاننا أن نتبنى منظورا يعتبر (ك) هي الممثلة، أو نعتمد منظورا آخر يعتبر أن الممثلة هي (د) أو (ع). وسبب هذه الإمكانات هو أن بيرس لا يشترط أن تكون العلامة شيئا ماديا محسوسا، فالممثلة قد تكون أيضا فكرة أو إحساسا أو غير ذلك.
لا ينظر بيرس إذن إلى العلامة في ثباتها وسكونيتها، وإنما في حركية عناصرها وعلائقها المولدة للدلالة باستمرار. بل إن موضوع سيمياء بيرس في واقع الأمر ليس هو العلامة وإنما اشتغالها وحـركيتها، لذلك يقدم عليها مفهوم/ مصطلح “السيميوزيس” (semiosis)، ويعني به “السيرورة التي تعمل بها العلامة باعتبارها علامة“(26). كما يجعل السيمياء هي “نظرية الطبيعة الجوهرية لكل سيميوزيس ممكن“(27).
إن ثلاثية عناصر العلامة، ومفهوم السيميوزيس الذي يسمح بالنظر إلى كل عنصر من هذه العناصر باعتباره علامة لها بدورها ممثلتها وموضوعتها ومؤولتها. كل هذا يسمح بتمييز تسعة أنماط من العلامات مقسمة ثلاثة تقسيمات بحسب مستويات ثلاثة:
أولا- المستوى التركيبي؛ حيث يتم النظر إلى “الممثلة” باعتبارها علامة في حد ذاتها، لها ممثلتها الخاصة وموضوعتها ومؤولتها الخاصتين. ففي علاقتها بذاتها (أي بممثلتها الخاصة) هي عبارة عن “علامة كيفية” (qualisigne)، وفي علاقتها بموضوعتها هي “علامة مفردة” (sinsigne)، وفي علاقتها بمؤولتها هي “علامة- قانون” (legisgne)(28).
ثانيا- المستوى الدلالي؛ حيث يتم النظر إلى “الموضوعة” باعتبارها علامة ثلاثية أيضا: ففي علاقتها بممثلتها تكون “أيقونة” (icône)؛ وفي علاقتها بذاتها تكون “أمارة” (indice)، وفي علاقتها بمؤولتها تكون “رمزا” (symbole)(29). 
ثالثا- المستوى التداولي؛ حيث يتم النظر إلى “المؤولة” كعلامة، فتكون في علاقتها بمؤولتها أو بموضوعتها أو بذاتها، إما “خبرا” (rhème) أو “مقولة” (dicisigne) أو “دليلا” (argument)(30).
لقد تميز عمل بيرس بقدرة عجيبة على التجريد والتصنيف وإدماج جميع وجهات النظر التي يمكن أن تسلط على العلامة، الشيء الذي مكنه من تحصيل سبعة وعشرين نوعا من العلامات يطغى في كل نوع منها نمطٌ من الأنماط التسعة المذكورة(31). غير أننا نكتفي هنا بذكر هذه الأنماط التسعة، تبعا لمتسويات التحليل وفروع السيمياء كما حددها بيرس:
- النحو الخالص/ المستوى التركيبي/ الممثلة:
  - علامة كيفية (qualisigne)
  - علامة مفردة (sinsigne)
  - علامة- قانون (legisigne)
- المنطق/ المستوى الدلالي/ الموضوعة:
  - علامة أيقونية (icone)
  - علامة رمزية (symbole)
  - علامة أمارية (indice)
- البلاغة/ المستوى التداولي/المؤولة:
  - علامة خبرية (rhème)
  - علامة مقولة (dicisigne)
  - علامة دليلية (argument)

## سيمياء شارل موريس
استوحي شارل موريس سيمياء بيرس، وذهب بها مذهبين: مذهب سلوكي (behavioriste) متوارَث عن لسانيات بلومفيلد، ومذهب إبستمولوجي يبحث عن موقع مهيمن للسيمياء داخل جميع العلوم.
فقد رأى موريس أن العلاقة بين السيمياء والعلوم علاقة مزدوجة، لأن هذه السيمياء علم ضمن العلوم وأداة لهذه العلوم في نفس الوقت: فهي من جهة أولى “تدرس الأشياء وخصائص الأشياء في اشتغالها كعلامات“؛ وهي من جهة ثانية تقدم المفاهيم والأدوات للعلوم الأخرى، بما أن “كل علم يستخدم العلامات ويعبر عن نتائجه بواسطة العلامات“(32). إن السيمياء إذن هي بمثابة أورغوانون (organon) لعلم العلوم (métascience)، أي “بنية نظرية جامعة ومتسعة تشمل النتائج المحصلة انطلاقا من منظورات مختلفة في كلٍّ موحد ومنسجم“(33). لذلك يعتبر موريس أن الهدف من اقتراحه هو المساهمة في هذه البنية الموحدة من خلال رسم “الخطوط الكبرى لعلم العلامات“(34).
وكما رأينا عند بيرس، فإن الموضوع الأساس للسيمياء عند موريس أيضا هو “السيميوزيس“، أي “السيرورة التي بموجبها يعمل شيء ما باعتباره علامة“. وتكمن هذه السيرورة في أن “شيئا ما يحدد شيئا آخر عن طريق شيء ثالث“(35). ومن ثمة فالسيميوزيس هو العلامة لكن من منظور اشتغالها.
وتتكون العلامة من ثلاثة (أو أربعة) عناصر: أولها “حامل العلامة“، أي ذلك الجانب المباشر الذي يثير الانتباه إلى نفسه باعتباره علامة، والذي يستدعي- تبعا لذلك- عملية تأويلية تنطلق منه؛ والعنصر الثاني هو “المعيِّن” (designatum)، أي ما يحدده حامل العلامة داخل العملية التأويلية؛ أما العنصر الثالث فهو “المؤولة” (interprétant)، أي الأثر الذي تحدثه العلامة في الشخص المؤوِّل (l’interprète)؛ وأما العنصر الرابع (الذي يدمجه موريس غالبا في العنصر الثالث) فهو المؤول ذاته الذي يكون نتيجة لسيرورة هذه العناصر جميعها.
فحامل العلامة إذن هو ما يعمل كعلامة، والمعيِّن هو ما يحددها كعلامة، والمؤولة هي الأثر الناتج عن ذلك لدى مؤول معين. وهذه العناصر هي التي نذكرها دون أن نسميها حين نقول: “شيء ما يحيل إلى شيء آخر بالنسبة لشخص ما“. 
وتجدر الإشارة إلى أن موريس يحرص على التمييز بين “المُعَيِّن” (designatum) وبين الشيء المُعَيَّن (designata): فالثاني هو المرجع الخارجي (الواقعي) الذي يحيل عليه المُعَيـِّن، أما المُعَيـَّن فهو تلك الإحالة ذاتها، وهي داخلية أي متضمنة داخل العلامة(36).
كما يحرص موريس على التمييز بين “المؤوِّلة” و”المؤوِّل” (أي الشخص الشارح)، غير أنه يسقط في غير قليل من الغموض، وذلك ناتج عن تصوره المزدوج للمؤولة: فهو يعتبرها أحد العناصر الداخلية للعلامة من جهة، ومن جهة ثانية يعدها أثرا ناتجا في ذهن مستعمل العلامة (المؤول). ولعل ذلك ناتج عن المقتضيات “السلوكية” التي تحكم تصوره بصفة عامة، والتي تميز نظريته من نظرية بيرس.
فمستعمل العلامة يمثل في نفس الوقت المؤولة والمؤول، ولذلك تعتبر العلامة مكونا سلوكيا بالدرجة الأولى. ولعل ذلك يتضح أكثر عند تحليل عينة “الكلب” الشهير في النظرية السلوكية (béhaviorisme): فالكلب يستجيب لصوت معين (= حامل العلامة) بواسطة نمط من السلوك هو إفراز اللعاب (= المؤولة)؛ وهذا السلوك (هذه المؤولة) يقتضي فكرة الطعام (= المعيـِّن) التي تحيل طبعا إلى الطعام ( المعيـَّن)، والذي يوجد خارج العلامة كما ذكرنا(37).
ومن خلال فحص العلاقات بين مكونات العلامة الثلاثة، يجرد موريس ثلاثة أنماط من العلاقات الثنائية، تعبر عن ثلاثة أبعاد للسيميوزيس، وتحدد في نفس الوقت ثلاثة فروع معرفية داخل السيمياء((38)):
1. علاقة العلامات فيما بينها (أي العلاقة بين حاملي العلامات(39))، وهي تعبِّر عن “البعد التركيبي في السيميوزيس“، وينبغي أن تُدرَس انطلاقا من “علم التركيب” (la syntaxique)؛
2. العلاقة بين العلامات (حاملي العلامات) والمُعَيِّنات، وهي تعبر عن “البعد الدلالي للسيميوزيس“، ولذلك يجب أن تدرس انطلاقا من “علم الدلالة” (la sémantique)؛
3. العلاقة بين العلامات والمؤولات، وهي تمثل “البعد التداولي للسيميوزيس“، وتدرَس انطلاقا من “التداولية” (la pragmatique).

وقد اهتم موريس بتخصيص مصطلحات دالة على الأفعال التي يقوم بها كل بعد من هذه الأبعاد العلائقية، وهي: الاقتضاء (implication) والتعيين (désignation) والتعبير (expression).
فالعلامات في البعد التركيبي يقتضي بعضها بعضا، وفي البعد الدلالي تعين شيئا ما (هو المرجع أو المعيَّن)، وفي البعد التداولي تُعَبِّر عن مُؤَوِل ما(40).
نلاحظ من خلال هذه التصورات أن موريس أعاد إنتاج أهم تصورات بيرس السيميائية لكن في سياق النظرية السلوكية، مما جعله يقدم سيمياء سلوكية تنبني على منطق الإثارة والاستجابة. كما تجدر الإشارة أيضا إلى أنه أعاد للنموذج اللغوي موقعه المتميز داخل السيمياء، بعد أن بدا هذا النموذج باهتا في نظرية بيرس. وقد ضاعف موريس اهتمامه بالنموذج اللغوي في كتاب لم يترجم بعد إلى اللغة الفرنسية، ولا إلى العربية، وهو بعنوان: “العلامات، اللغة، والسلوكية“(41).

## الهوامش
- (1) مثلت تصورات وأبحاث فلسفة اللغة والمنطق الرمزي التي قدمها أقطاب مدرسة فيينا، فريج (G.Frege) وكارناب (R.Carnap) وروسل (B.Russel) وفيتغينشتاين (L.Wittgenstein) وغيرهم، حول  الدلالة والعلاقات الكلامية والمعنى والمرجع والسياق،  أرضية خصبة لانطلاق نظريات لسانية تداولية (Pragmatiques)، سرعان ما تقاطعت مع مفاهيم بيرس، وتوسعت مع شارل موريس (Ch.Morris)، لتـُرسَم معالمُ مبحثٍ تداولي للعلامات عام وشامل.
- (2)  charles senders Peirce: Ecrits sur le signe. Ed. Seuil, Paris, 1978, p. 32.
- (3)  المرجع السابق، ص: 120. يقول بيرس أيضا: “إن المنطق بمعناه العام ليس إلا اسما آخر للسيمياء“. وبذلك فالسيمياء جزء من العلوم المعيارية الثلاثة: المنطق (Logique)، علم الصحيح والخطأ؛ وعلم الأخلاق (Ethique)، علم الخير والشر؛ ثم علم الجمال (Esthétique)، علم الجميل والقبيح. المرجع نفسه، ص: 120.
- (4)  يسميها بيرس أيضا (la phanéroscopie) أو (l’Ideoscopie) أو (Phénoménologie) المرجع السابق، ص: 68.
- (5)  العنصر البارز (le pahéron) هو “كل شيء حاضر في الذهن، بأية طريقة وبأي معنى كان الشيء، ودون اعتبار لكون هذا الشيء يتطابق مع شيء معين في الواقع أم لا“. فالبارز إذن هو “فكرة“، لكن دون أي تضمينات سيكولوجية (ص: 67-68).
- (6)  المرجع السابق، ص: 68
- (7) المرجع السابق، ص: 70
- (8) المرجع السابق، ص: 51
- (9) المرجع السابق، ص: 23
- (10) المرجع السابق، ص: 28 وص: 52
- (11) المرجع السابق، ص: 100
- (12) المرجع السابق، ص: 52. وأيضا ص: 22. وللتوسع في نظرية المقولات وفلسفة بيرس عموما، انظر كتاب: * Gerard deledalle: Théorie et pratique du signe- introduction à la sémiotique de C.S.Peirce. Ed. Payot, paris, 1979, p. 12 et suite.
- (13) Ch.S.Pirce: Ecrits sur le signe, p. 120
- (14) المرجع السابق، ص: 126
- (15) نضع “الممثلة” و”الموضوعة” و”المؤولة” مصطلحات مقابلة للمفاهيم الثلاثة المذكورة؛ وذلك من أجل تخصيصها باعتبارها مرتبطة بسيمياء بيرس وموريس، دون خلطها بمفاهيم ومصطلحات أخرى مستعملة في الاتجاهات السيميائية الأخرى غير الاتجاه التداولي.
- (16) المرجع السابق، ص: 30
- (17) المرجع السابق، ص: 66. انظر أيضا: * G. deledalle: Théorie et pratique du signe, p. 123
- (18) المرجع السابق (بيرس)، ص: 112. ويؤكد بيرس أنه لا يستعمل مصطلح (object) باعتباره معارضا لـ (subject). فالأمر بعيد عن التقابل: ذات / موضوع. (المرجع نفسه، ص: 66) إن (الموضوعة) هنا تشبه إلى حد ما “المدلول” السوسيري.
- (19) المرجع السابق، ص: 124
- (20) المرجع السابق، ص: 23
- (21) المرجع السابق، ص: 215
- (22) المرجع السابق، ص: 215
- (23) المرجع السابق، ص: 53. (انظر أيضا (deledalle)، ص: 69). ويمكن أن نفهم الفرق بين الموضوعة المباشرة والموضوعة غير المباشرة في ضوء التمييز بين “التعيين” و”الإيحاء” كما جاء عند سوسير أو جاكبسون أو هييلمسليف أو بارط…
- (24) المرجع السابق، ص: 31. (انظر أيضا (deledalle)، ص: 39)
- (25)المرجع السابق، ص: 69. وبهذا المعنى فإن المدلول عند سويسر (مفهوم الشجرة مثلا) ليس مدلولا إلا لأننا اعتبرنا أن الصورة السمعية “شجرة“ هي الدال، وإلا فقد نعكس الأمر ونعتبر مفهوم الشجرة هو الدال والأصوات أو الصورة السمعية هي المدلول.
- (26) المرجع السابق، ص: 126
- (27) المرجع السابق، ص: 120
- (28) انظر بيرس، ص: 31 و139 و230. ودلودال، ص: 72
- (29) بيرس، ص: 32 و230، ودولودال، ص: 75-76-77
- (30) انظر بيرس، ص: 30 و141-142 و231، ودولودال، ص: 78
- (31) انظر مجموع هذه الأنواع في بيرس، ص: 35 و134 و241 ودلودال، ص: 82
- (32) Charles Morris: “ Fondements de la théorie des signes ”, in Langages, n° 35, septembre 1974, p. 15.

ينطلق موريس- شأنه شأن ليبنيز وكاسيرر وبيرس وغيرهم من السيميائيين- من كون الإنسان هو “أكثر الكائنات استعمالا للعلامات” وكون العلامات الإنسانية (الكتابة، الفن، الكلام… إلخ) هي الأكثر تركيبا وتعقيدا”. المرجع السابق، ص: 15.
- (33) المرجع السابق، ص: 15- 16
- (34) المرجع السابق، ص: 15
- (35) المرجع السابق، ص: 17
- (36) المرجع السابق، ص: 17-18
- (37) المرجع السابق، ص: 18. وللتوسع في هذا المنحى السلوكي لسيمياء موريس، انظر:  * Claude Normand: “ charles Morris: le rôle du béhaviorisme en sémiotique ”, in langages, N° 107, septembre 1992, p: 112-127.
- (38) انظر المرجع السابق، ص: 19
- (39) فكل علامة لها- بالقوة أو بالفعل- علاقة بعلامات أخرى، ذلك على الأقل لأن العلامة تجعل المؤول يعرف شيئا ما لا يمكن التعبير عنه إلا بواسطة علامات أخرى. المرجع السابق، ص: 19.
- (40) مثلا كلمة “طاولة” هي حامل علامة يقتضي (قطعة أثاث لها أرجل وأرضية، إلخ)، ويُعيِّن موضوعا معينا (مفهوم الطاولة)، ويعبر بذلك عن فكرة من يستعمل هذه الكلمة. المرجع السابق، ص: 19-20.
- (41) انظر إشارة جورج مونان إلى التحليلات اللسانية المتضمنة في هذا الكتاب: * George Mounin: Introduction à la sémiologie. Ed. Minuit, Paris 1973, p. 57-66.